# 端恪皇貴妃
端恪皇貴妃（たんかくこうきひ、道光24年10月24日（1844年12月3日） - 宣統2年3月28日（1910年5月7日））は、清の咸豊帝の側妃。姓は佟佳（トゥンギャ）氏。

## 生涯
康熙帝の生母孝康章皇后や康熙帝の3番目の皇后孝懿仁皇后、道光帝の2番目の正室・皇后である孝慎成皇后を輩出した名門氏族に生まれる。
咸豊8年（1858年）、数え14歳のとき、咸豊帝の後宮に入り、祺嬪に封された。
同治帝の即位後、皇考祺妃に尊封された。光緒帝の即位後、皇考祺貴妃に尊封された。宣統帝の即位後、皇祖祺皇貴太妃に尊封された。1910年に病没した。端恪皇貴妃と諡され、定陵の妃園寝に埋葬された。端恪皇貴妃は咸豊帝の妃嬪の中で、最後に没した妃嬪であり、また、定陵に埋葬された歴史上最後妃嬪となった。

## 伝記資料
- 『清史稿』